# Décès en mai 2007

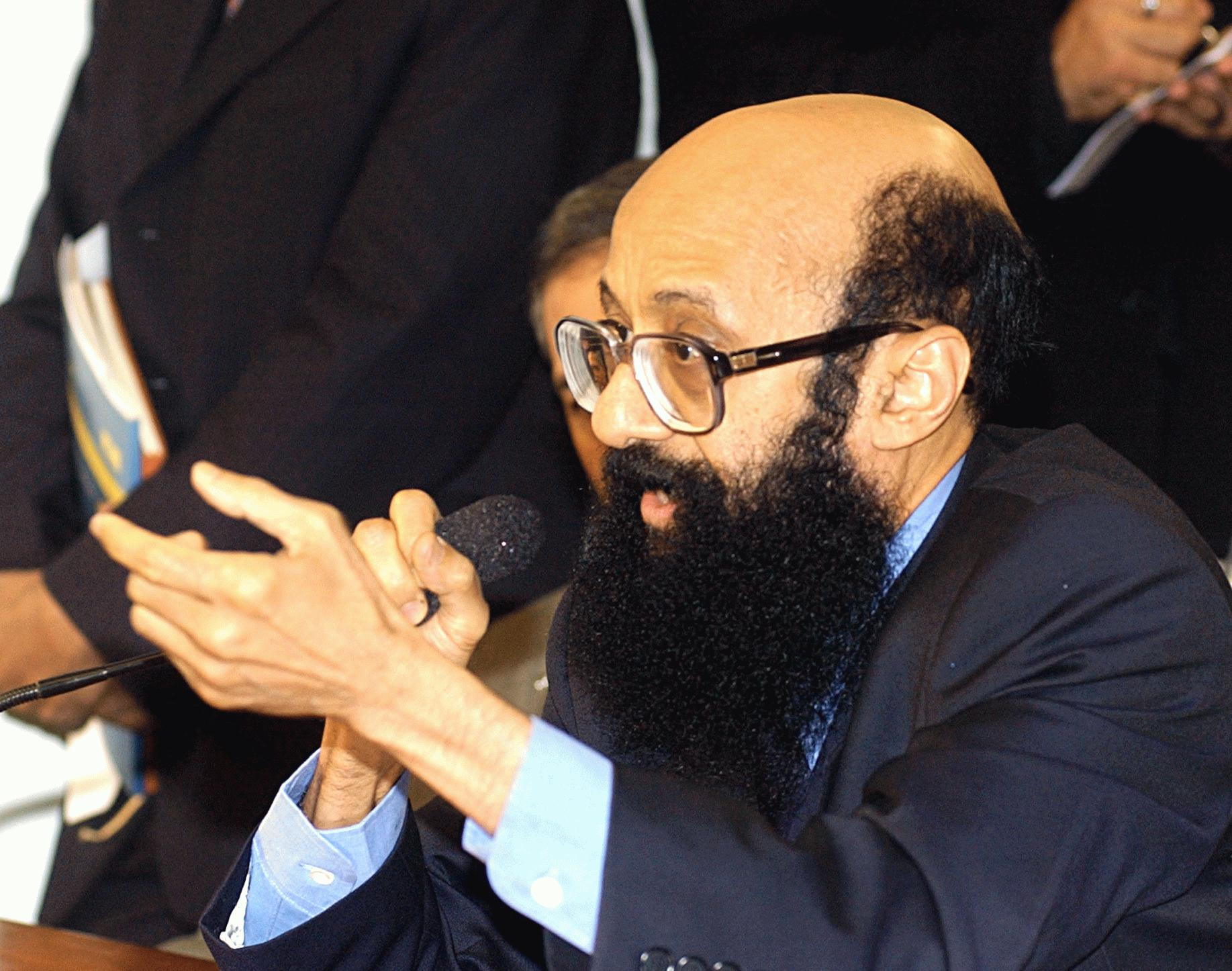
Enéas Carneiro, politique brésilien.

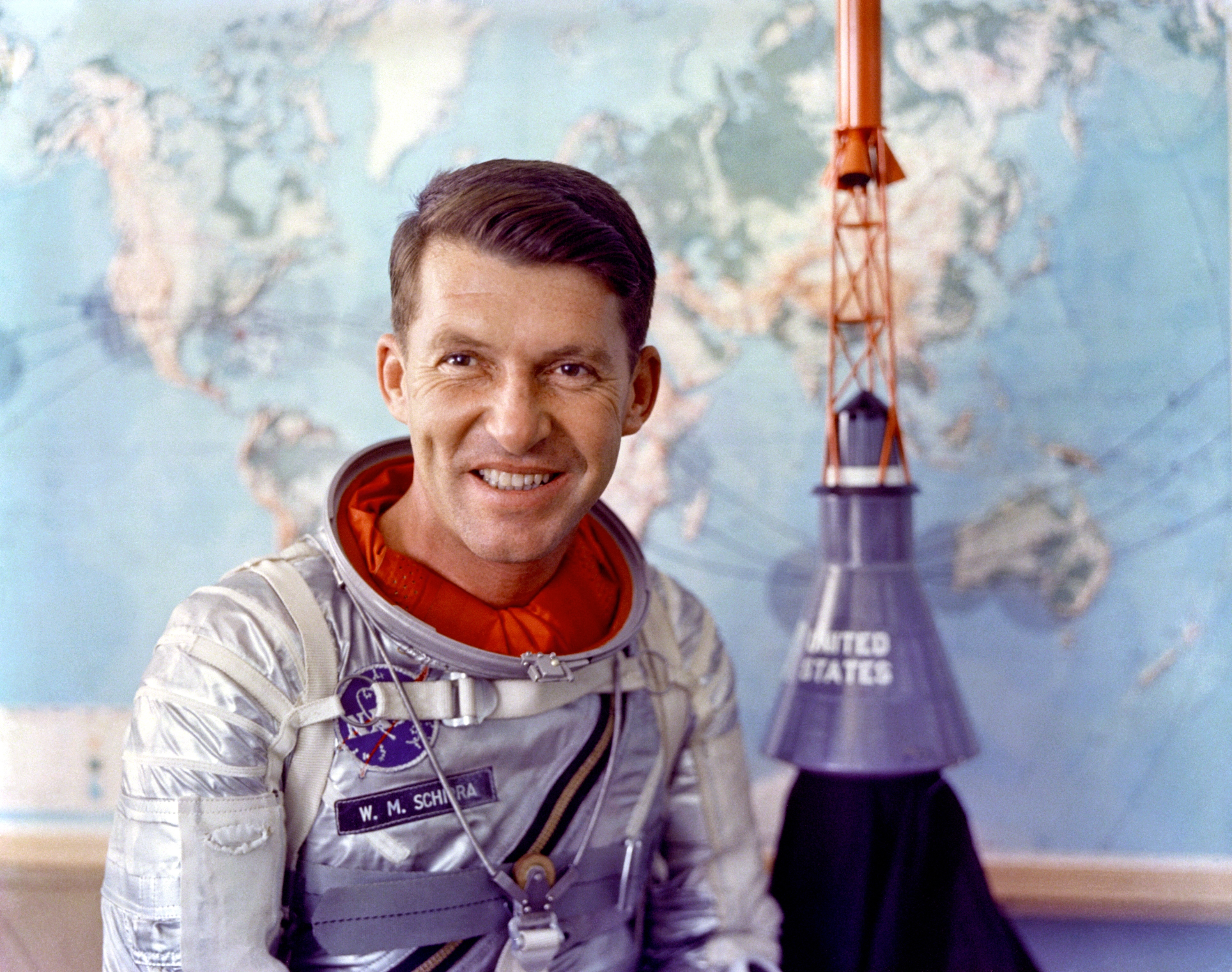
Walter M. Schirra, astronaute nord-américain.

Décès
- 2003
- 2004
- 2005
- 2006
- 2007
- 2008
- 2009
- 2010
- 2011

Pour une information complémentaire, voir la page d'aide.

| Date    | Nom                                  | Activités | Âge | Source |
| ------- | ------------------------------------ | --- | --- | ------ |
| 1er mai | Kevin Mitchell                       | joueur américain de football U.S | 36  |        |
| 1er mai | Michel Ritter                        | directeur du Centre culturel suisse de Paris depuis 2002 | 58  |        |
| 1er mai | Fermín Trueba                        | coureur cycliste espagnol | 92  |        |
| 2 mai   | Abdul Saboor Farid                   | premier ministre de l'Afghanistan en 1992 | 55  |        |
| 3 mai   | Alex Agase (en)                      | joueur américain de football U.S | 85  |        |
| 3 mai   | Leonard Eron                         | psychologue américain | 87  |        |
| 3 mai   | Warja Lavater                        | peintre et illustratrice suisse | 93  |        |
| 3 mai   | Jack Rollan                          | animateur et chansonnier suisse | 91  |        |
| 3 mai   | Walter M. Schirra                    | astronaute américain | 84  |        |
| 3 mai   | Nicos Symeonides                     | ministre sud-chypriote de la Défense depuis le 6 octobre 2006.                                                                                              | 68  |        |
| 5 mai   | Andrzej Kapiszewski                  | sociologue diplomate polonais | 59  |        |
| 5 mai   | Théodore Maiman                      | physicien américain | 79  |        |
| 5 mai   | Abdel-Majid ben Abd al-Aziz Al Saoud | prince saoudien, 33e fils du roi Abdel Aziz, demi-frère du roi Abdallah, gouverneur de La Mecque depuis 2000                                                | 65  |        |
| 5 mai   | Annie Thoraval                       | traductrice interprète française | 64  |        |
| 6 mai   | Alvin Batiste                        | clarinettiste américain | 69  |        |
| 6 mai   | Carey Bell                           | harmoniciste américain | 70  |        |
| 6 mai   | Lesley Blanch                        | écrivaine britannique | 102 |        |
| 6 mai   | Enéas Carneiro                       | physicien et homme politique brésilien, fondateur du PRONA, trois fois candidat à l'élection présidentielle                                                 | 68  |        |
| 6 mai   | Curtis Harrington                    | réalisateur et scénariste américain | 78  |        |
| 6 mai   | Bernard Weatherill                   | homme politique britannique | 86  |        |
| 7 mai   | Isabella Blow                        | styliste britannique | 48  |        |
| 7 mai   | Diego Corrales                       | boxeur américain | 29  |        |
| 7 mai   | Donald M. Ginsberg                   | physicien américain, spécialiste des supraconducteurs | 73  |        |
| 7 mai   | Tomasi Kulimoetoke II                | roi des îles Wallis depuis le 12 mars 1959 | 88  |        |
| 7 mai   | Octavian Paler                       | écrivain et journaliste roumain | 81  |        |
| 7 mai   | Zola Taylor                          | chanteuse américaine. Membre du groupe The Platters. | 69  |        |
| 7 mai   | Nicholas Worth                       | acteur américain | 69  |        |
| 8 mai   | Louis Baillot                        | homme politique français. Ancien député européen. | 82  |        |
| 8 mai   | Néjib Belkhodja                      | peintre tunisien | 73  |        |
| 8 mai   | Mark Burns                           | acteur britannique | 71  | (en)   |
| 8 mai   | Léon Dony                            | comédien et metteur en scène belge | 78  |        |
| 8 mai   | René Lamps                           | homme politique français. Maire PCF d'Amiens de 1971 à 1989.                                                                                                | 91  |        |
| 8 mai   | Velma Dunn Ploessel                  | nageuse américaine, médaille d'argent du plongeon au tremplin de 10 mètres aux Jeux de Berlin (1936)                                                        | 88  |        |
| 9 mai   | Alfred Chandler                      | économiste et historien américain | 88  |        |
| 9 mai   | Dwight Wilson                        | l'un des deux derniers anciens combattants canadien de la Première Guerre mondiale                                                                          | 106 |        |
| 10 mai  | Andrée Basilières                    | comédienne québécoise | 82  |        |
| 10 mai  | John Lattimer                        | médecin urologue américain, professeur titulaire de la chaire d'urologie de l'Université Columbia pendant 25 ans                                            | 92  |        |
| 10 mai  | Emmanuelle Marie                     | auteure française | 42  |        |
| 10 mai  | Aníbal Sampayo                       | poète, chanteur, guitariste, harpiste et compositeur uruguayen                                                                                              | 80  | (es)   |
| 11 mai  | Gérard Cornu                         | juriste français | 80  |        |
| 11 mai  | Bernard Gordon (en)                  | scénariste américain | 88  |        |
| 11 mai  | Stanley Holden                       | danseur britannique | 79  |        |
| 11 mai  | Malietoa Tanumafili II               | roi des Samoa depuis 1962 | 94  |        |
| 11 mai  | Stephen Osita Osadebe                | musicien nigerian | 73  |        |
| 12 mai  | Mohamed Benamara                     | poète marocain | 62  |        |
| 12 mai  | Victor Cygielman                     | journaliste israélien | 81  |        |
| 12 mai  | Malika El Fassi                      | militante et femme politique marocaine | 87  |        |
| 12 mai  | Georges Hatz                         | Joueur et entraîneur de football français. | 90  |        |
| 12 mai  | Edy Vasquez                          | footballeur hondurien | 23  |        |
| 12 mai  | Chen Xiaoxu                          | actrice chinoise | 40  |        |
| 13 mai  | Harold Hodge                         | joueur de baseball américain | 63  |        |
| 13 mai  | Kate Webb                            | journaliste néo-zélandaise | 64  |        |
| 14 mai  | Michel Moy                           | peintre français | 75  |        |
| 14 mai  | Bob Oke                              | homme politique américain. Sénateur de l'État de Washington de 1990 à 2006.                                                                                 | 66  |        |
| 14 mai  | Antonio Rodriguez                    | athlète argentin. Président du Comité olympique argentin (COA) de 1977 à 2005.                                                                              | 81  |        |
| 14 mai  | Jean Saubert                         | skieuse américaine | 65  |        |
| 15 mai  | Jerry Falwell                        | télévangéliste américain | 73  |        |
| 15 mai  | Yolanda King                         | actrice, auteure et productrice américaine | 51  |        |
| 16 mai  | Alphonse Ardoin                      | musicien américain. Pionnier de la musique créole. | 91  |        |
| 16 mai  | Albert Delvaux                       | compositeur belge. Directeur de l'Académie de musique de Saint-Nicolas de 1946 à 1978.                                                                      | 94  |        |
| 16 mai  | Mary Douglas                         | anthropologue britannique | 86  |        |
| 16 mai  | Tatyana Lavrova                      | actrice russe | 69  |        |
| 17 mai  | Lloyd Alexander                      | écrivain américain | 83  |        |
| 17 mai  | Petro Balabuyev                      | ingénieur aéronautique ukrainien. Designer de l'Antonov An-225.                                                                                             | 75  |        |
| 17 mai  | Giorgio Cavaglieri                   | architecte américain | 95  |        |
| 17 mai  | Eugen Weber                          | historien américain | 82  |        |
| 18 mai  | Pierre-Gilles de Gennes              | physicien français. Prix Nobel de physique 1991. | 74  |        |
| 18 mai  | Mika Špiljak                         | président de la République fédérale socialiste de Yougoslavie de 1983 à 1984                                                                                | 90  |        |
| 19 mai  | Jack Findlay                         | pilote australien de vitesse moto | 72  |        |
| 19 mai  | Jean-Claude Latil                    | peintre et graveur français | 75  |        |
| 20 mai  | Georges Aminel                       | comédien français | 84  |        |
| 20 mai  | Driss Benzekri                       | militant et homme politique marocain | 57  |        |
| 20 mai  | Christian Delacampagne               | philosophe français | 57  |        |
| 20 mai  | Stanley Miller                       | biologiste américain | 77  |        |
| 20 mai  | Mohamed Lakhder Raissouni            | journaliste et homme de lettres marocain | 78  |        |
| 21 mai  | Bruno Mattei                         | réalisateur italien | 75  |        |
| 22 mai  | Ralu Filip                           | juriste et journaliste roumain. Président du Conseil national de l'audiovisuel de 2002 à 2007.                                                              | 47  |        |
| 22 mai  | Frank E. Maestrone                   | diplomate américain | 84  |        |
| 22 mai  | Joseph Planckaert                    | coureur cycliste belge | 73  |        |
| 23 mai  | Monique Bosco                        | écrivaine québécoise | 79  |        |
| 23 mai  | Kei Kumai                            | réalisateur japonais | 76  |        |
| 23 mai  | Claude Liauzu                        | historien français | 67  |        |
| 23 mai  | Tron Øgrim                           | journaliste, écrivain et homme politique norvégien | 59  |        |
| 24 mai  | Bill Johnston                        | joueur de cricket australien | 85  |        |
| 24 mai  | Philip M. Kaiser                     | diplomate américain | 93  |        |
| 24 mai  | Paul Morelle                         | écrivain et journaliste français | 89  |        |
| 24 mai  | David Renton                         | plus vieux pair de la Chambre des lords du Royaume-Uni | 98  |        |
| 25 mai  | Jim Alexander                        | acteur, chanteur, danseur et chorégraphe américain, directeur artistique du Quest Theatre de Los Angeles                                                    | 50  |        |
| 25 mai  | Ferruccio Bortoluzzi                 | peintre et sculpteur italien | 86  |        |
| 25 mai  | Buddy Childers                       | trompettiste américain | 81  |        |
| 25 mai  | Roy De Forest                        | peintre américain | 77  |        |
| 25 mai  | Bartholomew Ulufa'alu                | premier ministre des îles Salomon de 1997 à 2000 | 56  |        |
| 25 mai  | Sun Yuanliang                        | général chinois. Héros des combats victorieux contre le Japon au cours de la Seconde Guerre mondiale.                                                       | 103 |        |
| 26 mai  | James Beck                           | historien américain | 82  |        |
| 26 mai  | Gene Gibson (en)                     | entraîneur de basket-ball américain | 82  |        |
| 26 mai  | Marek Krejčí                         | footballeur slovaque | 26  |        |
| 26 mai  | Howard Porter                        | joueur américain de basket-ball | 58  |        |
| 27 mai  | Maurice Abiven                       | médecin français, spécialiste de médecine interne. L'un des principaux fondateurs de la pratique des soins palliatifs en France.                            | 83  |        |
| 27 mai  | Marquise Hill                        | joueur américain de football U.S. | 24  |        |
| 27 mai  | Luis María de Pablo Pardo            | homme politique argentin. Ministre des Affaires étrangères en 1955 et de 1970 à 1972.                                                                       | ?   |        |
| 27 mai  | Izumi Sakai                          | chanteuse japonaise. Membre du groupe Zard. | 40  |        |
| 27 mai  | Gretchen Wyler                       | actrice américaine connue pour ses rôles dans les comédies musicales de Broadway dans les années 1950 et 1960, défenseur de la cause des droits des animaux | 75  |        |
| 28 mai  | Barbara Cox Anthony                  | femme d'affaires américaine. 45e fortune du monde. | 84  |        |
| 28 mai  | Jörg Immendorff                      | peintre allemand | 61  |        |
| 28 mai  | John Macquarrie                      | philosophe et théologien écossais | 87  |        |
| 28 mai  | Toshikatsu Matsuoka                  | ministre japonais de l'Agriculture depuis 2006 | 62  |        |
| 28 mai  | Parren Mitchell                      | homme politique américain | 85  |        |
| 28 mai  | Ethel Mutharika                      | première dame du Malawi depuis 2004 | 60? |        |
| 28 mai  | Kenneth Sokoloff                     | économiste américain. Professeur d'histoire de l'économie à l'UCLA                                                                                          | 54  |        |
| 29 mai  | Dave Balon                           | joueur canadien de hockey sur glace. Vainqueur de deux Coupe Stanley dans les années 1960 avec les Canadiens de Montréal                                    | 68  |        |
| 29 mai  | Donald Johanos                       | chef d'orchestre américain. Ancien directeur musical des orchestres symphoniques de Dallas et d'Honolulu.                                                   | 79  |        |
| 29 mai  | Michael Seaton                       | astronome et physicien britannique | 84  |        |
| 29 mai  | Wallace Seawell                      | photographe américain. Portraitiste des stars d'Hollywood.                                                                                                  | 90  |        |
| 30 mai  | Jean-Claude Brialy                   | acteur, réalisateur et scénariste français | 74  |        |
| 30 mai  | William Meredith                     | poète américain. Lauréat du Prix Pulitzer en 1988. | 88  |        |
| 30 mai  | Werner Schley                        | joueur suisse de football | 72  |        |
| 30 mai  | Cacho Tirao                          | guitariste virtuose argentin | 66  |        |
| 31 mai  | Emmanuel Hostache                    | bobeur français. Médaillé de bronze aux Jeux olympiques de Nagano en 1998 et champion du monde en 1999.                                                     | 31  |        |
| 31 mai  | Fathia Nkrumah                       | première dame du Ghana de 1957 à 1960 | 75  |        |
| 31 mai  | Charles Lee Remington (en)           | scientifique américain (lépidoptérologue). Spécialiste des papillons. Professeur à l'université Yale                                                        | 85  |        |